# زیردریایی کلاس پرلا
سابمارین کلاس پرلا (به انگلیسی: Perla-class submarine) یک کلاس از زیردریایی است که طول آن ۶۰٫۱۸ متر (۱۹۷ فوت ۵ اینچ) می‌باشد.